# Saccopteryx bilineata
Saccopteryx bilineata — є одним з видів мішкокрилих кажанів родини Emballonuridae.

## Поширення
Країни поширення: Беліз, Болівія, Бразилія, Колумбія, Коста-Рика, Еквадор, Сальвадор, Французька Гвіана, Гватемала, Гаяна, Гондурас, Мексика, Нікарагуа, Панама, Перу, Суринам, Тринідад і Тобаго, Венесуела. Він широко поширений на низьких висотах, як правило, нижче 500 м. Використовує для полювання галявини і коридори серед лісів як природні, так і техногенні. Утворює колонії в середньому близько 12 осіб. Ці кажани можуть спочивати з іншими видами в дуплах дерев або печерах. Цей вид повітряний комахоїдний.

## Загрози та охорона
Загалом, вирубка лісів являє собою потенційну загрозу. Зустрічається в деяких охоронних територіях.